# Mossdraba
Mossdraba (Draba pauciflora) är en korsblommig växtart som beskrevs av Robert Brown. Enligt Catalogue of Life ingår Mossdraba i släktet drabor och familjen korsblommiga växter, men enligt Dyntaxa är tillhörigheten istället släktet drabor och familjen korsblommiga växter. Arten har ej påträffats i Sverige. Inga underarter finns listade i Catalogue of Life.